# Jens Andersen Brask
Jens Andersen Brask til Kjellerup (24. april 1689-25. december 1747). Stamfader til en slægt af navnet Brask.
Han er søn af Hovedgårdsforpagter Anders Sørensen Westergaard, og hustru Maren Clausdatter.
Jens Brask vokser op på Kjellerup, og tjener gennem sin ungdom på et ukendt sted, det skal dog have været et fornemt sted. Han bliver senere fuldmægtig på Aalborg Amtstue, og han har fået oparbejdet en større kapital gennem denne tid.

## Erhvervelsen af Kjellerup Hovergård
I 5. april 1715 bliver Kjellerup skødet af Peder Tøger Larsen til Rødslet, på vegne af afdøde ejer Hans Bentzon, til "Velagt Jens Andersen Brasch endnu tienendes ved Aalborg Amtstue". Den samlede pris for gården lyder på 3000 Rdl. Jens Brask arvede en sum penge, efter faderen Anders Sørensen efter hans død i 1714, og sammenlagt med den sum han optjente gennem sin tid i Aalborg, har han kontant kunnet betale 1500 kroner for Kjellerup. Den anden halvdel tager hans tidligere arbejdsgiver sig af, Amtsforvalteren Tyge Tombsen, han køber i 1715 en obligation i Kjellerup for 1500 kr.
Kjellerup er på dette tidspunkt en relativt lille ejendom. Den bliver opgivet til 28-5-2-2 Htk, hvoraf hovedgården udgør 10-6-3-2 Htk., og den tilhørende Mølle der udgør 4-2-0-0 Mølleskyld. Besiddelsen skal dog få vokseværk i de kommen år. Ud over at arve kontante midler efter faderen, arver Jens Brask også 3 ejendomme i området. Og i løbet af det første år erhverver han yderligere 2 gårde. I 1916 kan han dermed indberette at den samlede ejendom nu udgør Hartkorn 52-0-3-1 og Mølleskylden fortsat 4-2-0-0.
Denne fordobling er dog langt fra nok for Jens Andersen Brask, han ønsker at komme op over 200 Tr. Htk., således han kan blive skattefritaget som de "komplette" hovedgårde. Han opnår en komplet hovedgård gennem en lang række opkøb, og d. 8. april 1724 noterer han på et blad i skifteprotokollen, at der ny hører mere end 200 Td. Htk. til Kjellerup.

## Ægteskab og efterkommere
Jens Brask bliver i 25. august 1718 gift med den blot 17 årige Zitzel Cathrine Hostrup, han er på dette tidspunkt selv 29 år. Hendes navn bliver senere forfinet til Cecilie Cathrine.
Parret får sammen i alt 14 børn, hvoraf 4 dog dør i en ung alder.